# Дітманнс (Австрія)
Дітманнс (нім. Dietmanns) — ярмаркова комуна  (нім. Marktgemeinde)  в Австрії, у федеральній землі  Нижня Австрія.
Входить до складу округу Вайдгофен-ан-дер-Тайя. Населення становить 1077 осіб (станом на 31 грудня 2013 року). Займає площу 6,88 км². 58,74 % площі зайнято лісами. Дітманнс вперше згадано у 1496, а римсько-католицьку парафію Дітманнс — у 1783. Церква являє собою барокову будівлю 17-го століття, класичний амвон зроблено у 1811 році.
Готична парафіяльна церква Святих Чотирнадцяти Помічників побудована у другій половині 15-го століття. 

## Розташування
|                       |              |               |
| Вайдгофен-ан-дер-Тайя | Розташування | Грос-Зіггартс |
|                       |              |               |

## Галерея

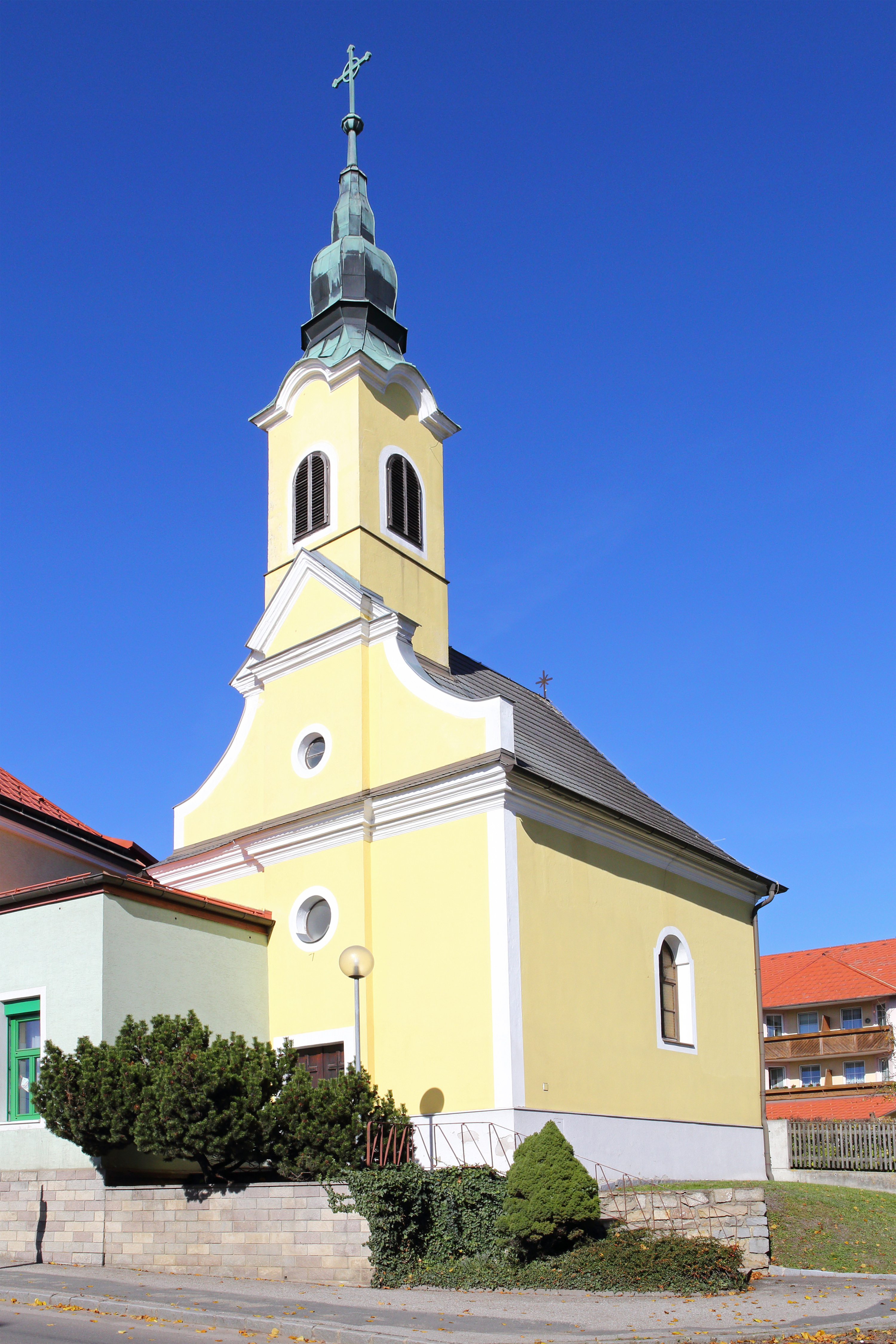
Церква збудована у 1801
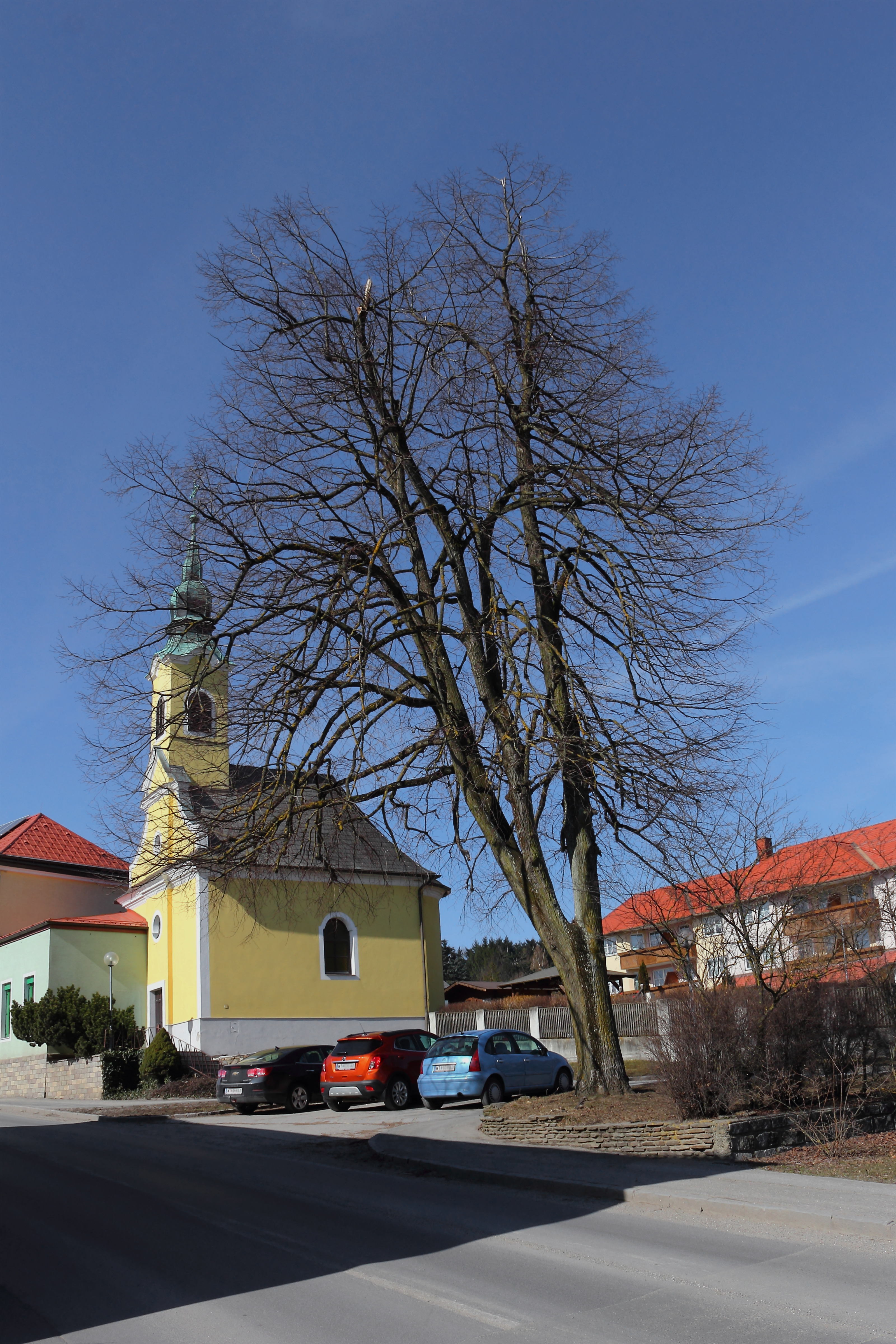
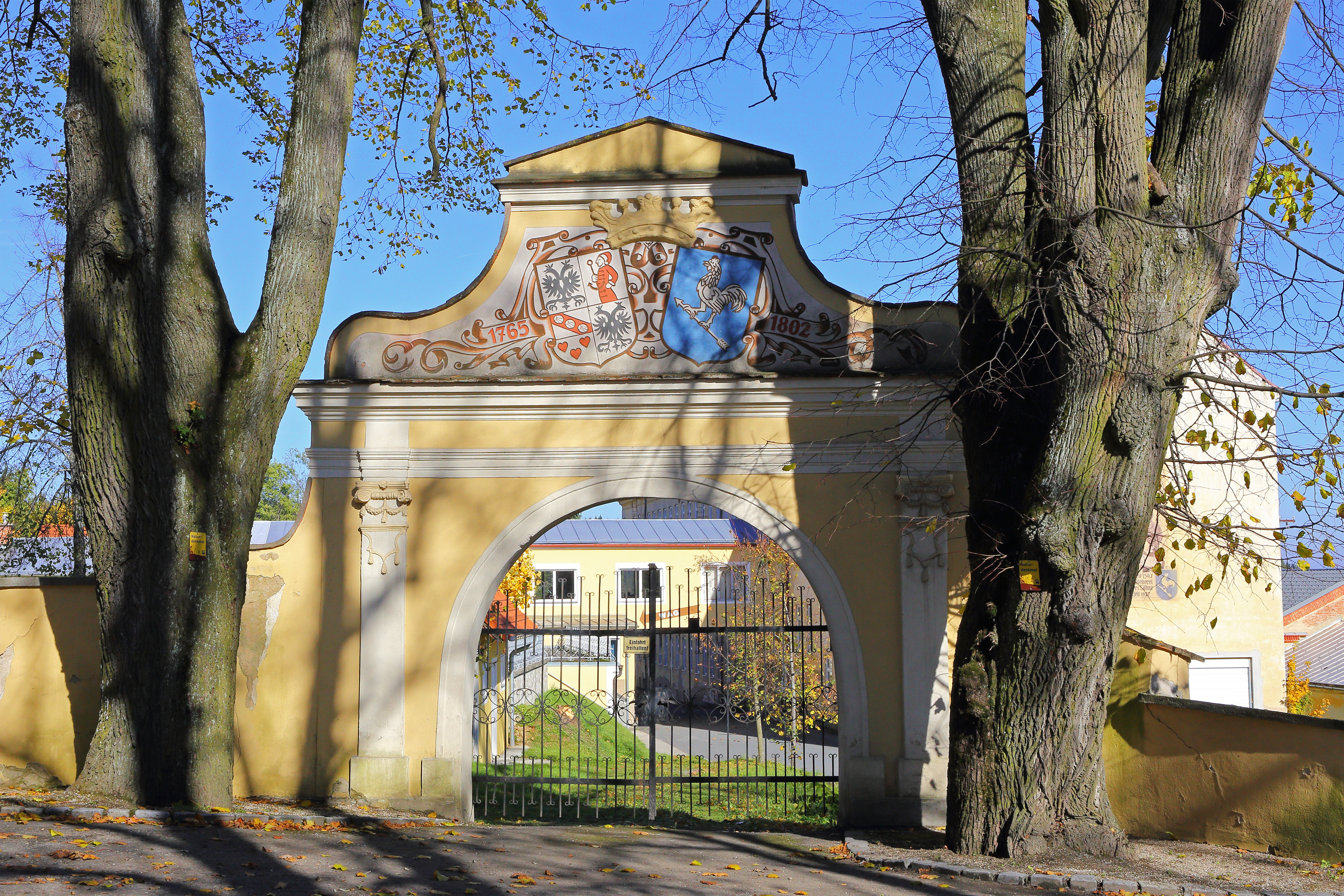
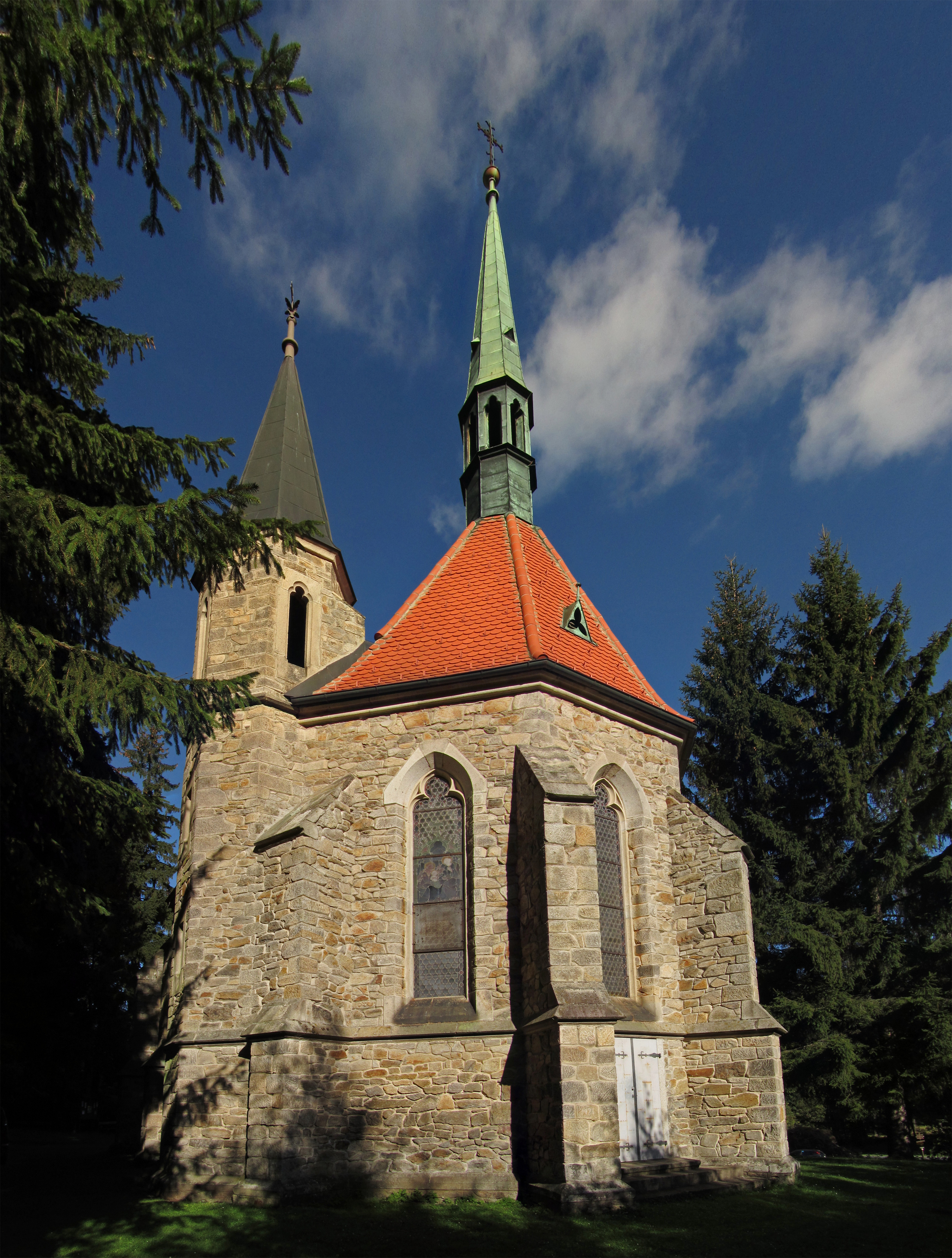
Готична церква

## Населення
Несільськогосподарські робочі місця у 2001 році — 21, у сільському і лісовому господарствах станом на 1999 було задіяно 16 осіб. Рівень зайнятості у 2001 — 41,43 %.